# Société des agathopèdes

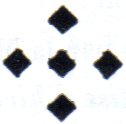
Le Pentastigme, emblème des agathopèdes.

La Société Pantechnique et Palingénésique des Agathopèdes, appelée couramment Société des agathopèdes, est une société confidentielle, libérale, burlesque et d'agrément fondée à Bruxelles le 24 septembre 1846 par Antoine Schayes, prétendument dans le prolongement de l'Ordre des agathopèdes censément daté du XVe siècle. Elle semble avoir disparu dans le dernier quart du XXe siècle.
La Société des agathopèdes garde depuis ses origines des contacts et compte parfois des doubles appartenances avec la très secrète Société des douze dédiée comme elle à la gastronomie jointe à l'érudition.

## Origine du terme «agathopède»
Le mot provient du grec ancien « agathós », un adjectif qui signifie « bon ». Dans la mythologie, la tragédie et la philosophie, agathós désigne l’homme bien né, brave et accompli. Au cours du IVe siècle av. J.-C., ce terme a acquis un sens politique. Un homme bon était alors un homme qui respectait ses devoirs de citoyen, en tant que membre de la cité.
Platon substantifie l'adjectif pour désigner une idéa située « au-delà de l'Être » (le Bien). Il nomme la théorie du Bien « agathologie » qui est pour lui la science suprême. La théorie des biens semble particulièrement correspondre à l'éthique chez les philosophes allemands Friedrich Schleiermacher et August Döring (de) qui considéraient l'agathologie comme « science centrale » (Zentralwissenschaft) philosophique.
Le suffixe « pède » vient de « paideia » (παιδεία) et signifie « éducation ».

## PremierOrdre des agathopèdes
Le premier ordre des agathopèdes était une complète mystification. Suivant celle-ci, l'Ordre des agathopèdes, une société secrète, a été fondée à Bruxelles au milieu du XVe siècle et visait à combattre tant le fanatisme de l'Église catholique romaine que, par la suite, celui des Églises protestantes. Nombre de personnages, qui se distinguaient par leur rang ou leur talent, en sont devenus membres. Parmi eux, le prince d'Épinoy, le duc de Bournonville, le maréchal Maurice de Saxe, Pierre Paul Rubens et Voltaire. La Fraternité a disparu en 1837, à la mort de l'avocat Pins, qui, quelques mois avant son décès, avait initié son ami Antoine Schayes aux idées de l'Ordre.
De nombreuses personnes se laissèrent prendre à cette mystification. Pour lui donner le plus de crédibilité possible, le texte mystificateur écrit par Renier Chalon fut traduit en allemand par Charles Piot et publié dans une petite brochure de vingt pages – (traduction) Numismatique de l'Ordre des Agathopèdes avec une courte notice préliminaire sur l'origine et l'histoire de cette société secrète, Berlin, 1853 – , avec comme auteur l'inexistant Dr Wallraf. Ainsi, l'Athenaeum Français, un journal de littérature et de science, ne douta pas un instant de la véracité de l'histoire et il analysa la brochure mystificatrice avec le plus grand sérieux.

### Emblème
Avec l'invention du premier ordre des agathopèdes, tout un assemblage de symboles fut créé, et cet emblème en est un, manifestement. Ainsi, le symbole des agathopèdes, est appelé « pentastigme », terme nouveau ignoré des dictionnaires de grec classique et composé à une époque non précisée des mots pente (cinq) et stigma (marque au fer rouge). Si la date de la création du mot n'est pas encore claire, sa première représentation graphique connue apparaît en 1393 dans une miniature du Ménagier de Paris (1393) et consiste en cinq points, les quatre premiers disposés aux coins d'un carré imaginaire tenant sur une pointe et le cinquième en son centre. Le pentastigme est le symbole de la Connaissance[source insuffisante].

## NouvelleSociété des agathopèdes

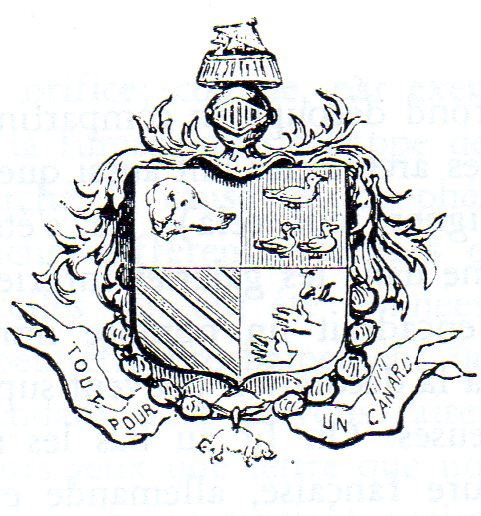
Blason des Agathopèdes, vers 1850.

Antoine Schayes restaure l'Ordre des agathopèdes[source insuffisante] le 29 septembre 1846 sous le nom de Société pantechnique et palingénésique des Agathopèdes, dont le premier chapitre s'est tenu le 4 novembre suivant. 
La Société des agathopèdes, constituée au départ par sept membres, était composée de brillants érudits désirant se distraire honnêtement en s'adonnant à la gastronomie ainsi qu'à la création de canulars. Les membres juraient d'être de braves compagnons. Les statuts précisaient que « le but des membres de l’association est de passer les soirées à l’abri des mouchards, du bruit, de la musique et autres incommodités ».
Malgré le caractère gaudriolesque de cette société de joyeux lurons, elle ne tarda pas à jouir d'un renom culturel prestigieux, principalement à cause des ouvrages de qualité publiés sous son égide et qui sont toujours recherchés par les bibliophiles.

### Organisation
La société avait un président qui portait le nom de « Grand pourceau royal ».

### Rituel
Chaque membre en entrant recevait lors de son « initiation » un nom d'animal, soit comestible, soit tiré du Roman de Renart.
Lors de l'ouverture des réunions, un massier devait porter la masse d'arme symbolique composée d'un manche en bois d'une longueur de 40 cm avec aux extrémités les symboles de cette association : un cochon assis dans un fauteuil et un canard en plomb.

### Blason et devise
Le blason de la société est : 
Écartelé : au 1 d'argent à une ombre de tête de cochon contournée ; au 2 de gueules à trois canards contournés d'argent mal ordonnés ; au 3 bandé de douze pièces de sinople et d'argent ; au 4 à une ombre d'un visage humain moqueur naissant de l'angle du canton senestre soutenu d'une ombre de deux mains faisant le pied de nez (le tout rangé en barre). 
La devise des Agathopèdes est « Tout pour un canard » (le canard, on le sait, est une nouvelle sujette à caution ...) et leur cri de guerre, « Amis comme cochons ».

### Annuaire
L'association publiait chaque année un Annulaire (sic) agathopédique et saucial (jeu de mots pour social) dans lequel figurait un calendrier dont les mois avaient des noms de denrées alimentaires comme raisinaire, boudinal, jambonose, truffose, petitpoisidor ou melonidor. L'Annulaire du Cycle IV portait comme mention Imprimé par les Presses Iconographiques à la Congrève de l'Ordre des Agathopèdes, chez A. Labroue et Compagnie, rue de la Fourche 36, à Bruxelles.

### Zwanze et lieux de réunion
Vers 1840, la fantomatique Société des Agathopèdes et l'Observateur montent une formidable zwanze qui allait attirer à l'Établissement géographique de Bruxelles, grâce à l'annonce suivante : « À la demande d'un grand nombre de personnes de Bruxelles qui s'occupent de mesmérisme, le célèbre Royaumir a consenti à donner en une seule séance, qui aura lieu après demain jeudi, à trois heures précises dans les magnifiques serres  de l'Établissement géographique de M. Philippe Vandermaelen à Molenbeek-Saint-Jean. Prix d'entrée : 5 francs ». À cette occasion, un portrait du maître des lieux est dressé en ces termes : « Pendant ce temps, le brave Philippe Vandermaelen, un savant modeste toujours vêtu d'un bonnet grec et d'une petite veste rayée bleu et blanc qu'il paraissait avoir empruntée à quelque boucher des environs recevait dans ses salons, selon son habitude, les premiers visiteurs, qu'il amusait en leur montrant sa machine électrique et en leur offrant de monter sur le petit tabouret à pieds de verre, pour se faire tirer des étincelles électriques du bout du nez ». Vandermaelen éventa immédiatement la mystification et, en bon Bruxellois, « partit d'un immense éclat de rire ». 
Dès 1846, les Agathopèdes se réunissaient à Bruxelles, au café « Au Ballon », Cantersteen 18, puis en 1847 au « café de l'Univers » et ensuite, en 1848, la société eut son propre local au numéro 10 Galerie de la Reine et enfin 8 Villa Hermosa[source insuffisante]. Dès la séance terminée les membres se rendaient non loin de là au « restaurant Dubost ».

#### Travaux
Pour être admis, les candidats devaient répondre à des questions, toujours saugrenues, en faisant preuve d'humour et d'esprit. Les questions étaient par exemple : 
- Adoptez-vous l'opinion du Professeur Moke qui attribue à l'influence des idées innées la forme des gaufres hollandaises et pourquoi ?
- Pourquoi l'Escaut passe-t-il à Tournai ?
- Les Romains portaient-ils des parapluies à leur arrivée en Belgique ? Prouvez votre opinion par des documents archéologiques et numismatiques.
- Établissez d'après les lois romaines, coutumières et modernes, les droits du mari à posséder une concubine.
- Pourquoi les soldats partent-ils toujours du pied gauche ?
- Pourquoi les canons de fusils sont-ils plus longs que larges ?
- Discours que vous prononceriez à la rentrée de la Cour d'Appel si vous aviez l'honneur de succéder à l'honorable Procureur Général[11] que Dieu et M. le Ministre de la Justice veuillent nous conserver longtemps. Vous glisserez dans votre mercuriale l'éloge de votre prédécesseur et celui de Grimbergius, célèbre jurisconsulte malinois du XVIe siècle. Il vous est permis de faire le parallèle de ces deux grands noms, pourvu qu'il soit à l'avantage de Grimbergius.
- Tranquillimus Papis, dans le livre VII de ses Causis praetorianis clarioribus, rapporte l'acte d'accusation formulé contre Caius Gallus Lollianus, prévenu du crime de viol sur la personne sacrée de la grande Vestale. On demande le texte de cet acte d'accusation contenant l'analyse des dépositions les plus remarquables, le réquisitoire du Préteur et la plaidoirie de Julius Bartelius Nazo, avocat de l'infortuné Caius.
- la question posée à Alexandre Dumas était la suivante : Etant donné un attelage tiré par deux chevaux de couleur différente, pourquoi celui dont la robe diffère est-il toujours à droite ?
- Etc.

#### Chansons
Lors des banquets, comme il était coutume à l'époque, chaque convive devait chanter une chanson composée par lui-même. Quelques-unes de ces chansons ont été conservées. Voici les deux premiers couplets, sur huit, d'une chanson du peintre et graveur Félix Bovie (1848), sur l'air du Grenier, de Béranger : 
Voulant calmer mes maux et ma souffrance,
Un certain soir, cherchant à m'étourdir,
De l'opium j'essayai l'influence,
Un doux sommeil vint alors me saisir,
Le dieu des arts m'offrait gloire, richesse,
Beaux fruits cueillis aux expositions.
Ah, laissez-moi prolonger mon ivresse
Et me bercer de ces illusions.
Je vis alors les hommes vivre en frères,
Plus de rivaux, de traîtres, de jaloux
Tous les maris aimaient leurs belles-mères,
Leur prodiguaient les propos les plus doux.
Nos députés voyant notre détresse,
Abandonnaient salaire et pensions,
Ah, laissez-moi prolonger mon ivresse
Et me bercer de ces illusions ...

#### Mémoires et dissertations
Des mémoires étaient lus par les auteurs au cours des séances académiques. 
Ainsi, la dissertation de Gensse : Que veut l'Europe ? travail qui fut imprimé et dont l'édition fut épuisée en deux jours. Il fut apprécié pour sa profondeur et contenait des citations de Mahomet, Charlemagne, Madame Guyon, Marie Alacoque, l'abbé Peurette et du père Loriquet. Sans que tous les lecteurs ne se rendent compte de la plaisanterie.  
Ou encore un mémoire sur la propagation des Lorettes dans la commune de Saint-Josse-ten-Noode, 
et un autre aussi sur l'origine et l'histoire de l'Agathopédisme.

#### Les Prix
Les Agathopèdes avaient également décidé d'offrir des médailles, comme les autres sociétés savantes, aux auteurs des meilleurs mémoires sur les questions posées. La première question du programme de 1850 était : Un projet de loi sur les céréales, également favorable à la bourse des propriétaires du sol et à l'estomac des consommateurs. Ce projet doit être précédé d'un résumé historique sur le commerce des grains aux Pays-Bas.

### Membres notables de la société
- Alphonse Balat, Pancer II le Castor, (1818-1895), architecte
- Auguste Baron (1794-1862), fondateur de l'Université libre de Bruxelles.  Il y portait deux pseudonymes à savoir : Rabonis et Sebas Norab[12]
- Félix Bovie, Martin le Singe, peintre né à Bruxelles le 17 septembre 1812 et mort à Ixelles le 6 juillet 1880[13]. Surnommé l'Agathopède, il repose au cimetière d'Ixelles.
- Joseph-Pierre Braemt, graveur à la Monnaie de Belgique, Forcondet le Porc-Epic
- Renier Chalon, Goupil le Renard
- Charles De Coster, auteur de Thyl Uylenspiegel
- J. Coveliers, fondateur de la société
- Prosper Antoine Cuypers van Velhoven, Isengrin le Loup, qui fut proclamé Grand Veneur (ou économe en fait) de la Société
- De Doncker, notaire
- Henri-Philibert Delmotte, Tybert le Chat, homme de lettres, commissaire d'arrondissement à Nivelles puis à Tournai
- Edouard Guillaume Delinge, Argus le Lynx, avocat
- Arthur Dinaux (1795-1864), né à Valenciennes, historien
- Jules Dugniole
- Alexandre Dumas père, Pyrope l'Escarboucle, réfugié à Bruxelles en 1850, fut reçu par Baron dans la société le 15 janvier 1852
- François-Joseph Fétis (1784-1871), directeur du Conservatoire royal de Bruxelles
- Émile Gachet (1809-1857), paléographe et archiviste aux Archives du Royaume, Mouflart le Vautour, il fut nommé Roué d'Armes de la société, et en cette qualité est auteur des armoiries de l'Ordre
- Alexandre Gendebien (1789-1868), membre du Gouvernement provisoire
- Michel de Ghelderode
- Guillaume Gensse (1801-1864) (le mulet), chef de division des Forêts à la Société Générale. Cloetboom le Mulet, mais son pseudonyme était aussi "Docteur Cloetboom" car en tant que Vétérinaire de la société, il était chargé de visiter les membres malades et de les réconforter.
- Alexandre Balthazar Laurent Grimod de La Reynière.
- Adolphe le Hardy de Beaulieu,
- Charles-Gabriel Hen (1819-1876), imprimeur, directeur du Journal de l'Imprimerie, qui écrivait sous le pseudonyme collectif de Charles André, Bélin II le Bélier
- Paul de Saint-Hilaire, historien (1926 - 2 juillet 2000) : du moins, le prétendait-il ? ...
- Joseph Hoyois (1773-1841), imprimeur et bibliophile
- Louis Huard, (1814-1874) artiste peintre qui illustra plusieurs ouvrages comiques, dit Grimbert le Blaireau
- Théodore Jouret, Rousselet l'Écureuil, (1821-1887), professeur de chimie à l'École militaire
- Jean-Baptiste Madou (1796-1877), peintre
- Alfred Michiels[14], né le 25 décembre 1813 à Rome et mort le 28 octobre 1892 à Paris, bibliothécaire à l'école des beaux-arts de Paris, Chanteclair le Coq
- Auguste Orts (1814-1895), avocat et homme politique
- Charles Piot (1812-1899), archéologue, numismate, archiviste général du Royaume
- Mathieu-Lambert Polain, historien
- Jean-François Portaels (1818-1895), peintre
- Adolphe Quetelet (1796-1874), astronome
- Baron Frédéric de Reiffenberg, érudit
- Bruno Renard (1804-1879), général, ministre de la guerre, fut le quatrième grand-maître de l'ordre des Agathopèdes, de 1849 à 1853[15].
- Félicien Rops (1833-1898), peintre, graveur, dessinateur
- * Hyppolyte Antoine Joachim Rousselle, Timer II l'Ane, avocat à Mons
- "Major" Pierre Schavye, Tardif le Limaçon, changé ensuite en Grimbert I le Blaireau, (1796-1872), relieur d'art, relieur de la Cour[16]
- Antoine Schayes, Grand-Maître, dit "Grondart Ier le Pourceau", historien
- Constant-Philippe Serrure (1805-1872), architecte de la ville de Gand
- Eugène Simonis (1810-1882), sculpteur
- Th. Solvay,
- Félix Stappaerts (1812-1885), critique d'art et professeur
- François Stroobant (1819-1916), peintre et littérateur, Bélin le Bélier
- Balthasar Tasson-Snel, peintre
- A. Vandale, fondateur de la société
- André Van Hasselt (1806-1874), poète
- Louis Verwée (1807-1877), peintre, fondateur de la société
- Édouard Wacken, Brichemer le Cerf, (1819-1887), dramaturge et poète romantique
- Camille-Joseph Wins (1803-1856), Croque-Mort l'Hyène, avocat, fondateur et président de la Cage bleue, filiale de la société à Mons.

## Survivance: Le Dîner des XII
Après sa dissolution, la société ne mourut pas tout à fait en 1853, et elle se poursuivit dans la société du dîner des XII, qui se réunissait chez Sapin, rue de la Putterie.
Par ailleurs, il se forma à Ixelles en 1858 une société de Néo-Agathopèdes sur laquelle les renseignements sont quasi inexistants.
A Namur, subsiste un restaurant portant en son nom Agathopède.